# Національна гвардія США
Націона́льна Гва́рдія США (англ. National Guard of the United States) — військовий і правоохоронний інститут виконавчої влади Сполучених Штатів, що виконує завдання із забезпечення національної безпеки США у складі Збройних сил Сполучених Штатів.
Військовослужбовці Національної гвардії на відміну від інших категорій державних і муніципальних службовців мають військові звання і відповідно до національного законодавства наділені правом здійснення насильницьких дій при виконанні завдань із забезпечення безпеки як у військовій, так і в цивільній сферах.

## Загальна інформація
Існує в кожному штаті і території США. Має подвійне підпорядкування: штату і федеральне.
Національна гвардія являє собою так званий організований резерв Збройних сил США (неорганізований (індивідуальний) резерв складається з осіб, що мають достатню військову виучку, які порівняно недавно закінчили службу у військах і не потребують додаткової підготовки).
Національна гвардія може бути активована в надзвичайних ситуаціях губернатором штату для виконання різних завдань усередині країни (ліквідація наслідків стихійних лих, підтримання правопорядку в разі масових заворушень тощо), виконуючи в таких випадках приблизно ті ж функції, що і внутрішні війська. Також за рішенням президента США можуть бути використані для підтримки Армії і ВПС США, в тому числі за межами США.
Національні гвардійці охороняють Пенсильванський вокзал у Нью-Йорку. З останніх подій Національна гвардія брала участь у затриманні беззбройного 19-річного Джохара Царнаева, підозрюваного в співучасті у вибухах на бостонському марафоні у квітні 2013 року, в усуненні масових заворушень у Лос-Анджелесі в 1992 році (в операції з придушення заворушень брало участь 9975 національних гвардійців), охороні громадського порядку після терористичної атаки 11 вересня 2001 року, усуненні наслідків урагану Катріна (в рятувальній операції в зоні лиха брало участь 43 тисячі бійців Національної гвардії США), у війнах США в Іраку і Афганістані, через останню пройшло понад 300 000 гвардійців.
Чисельність Національної гвардії на 2004 рік становила близько 450 000 чоловік. Служба в Національній гвардії добровільна і поєднується з роботою за основним фахом.

## Кадри
Служба в Національній гвардії поєднується з роботою за основним фахом. У Національну гвардію щорічно (в середньому) надходить близько 60 тисяч чоловіків і жінок. Вони зобов'язані проходити бойову підготовку на індивідуальних і групових заняттях (48 чотиригодинних програм по вихідних днях на рік), їх також направляють в двотижневі табори, підключають до військових і командно-штабного навчання разом з регулярними частинами. Керівників організацій можуть притягнути до кримінальної відповідальності, якщо вони завадять своїм співробітникам — національним гвардійцям виконувати поставлені державою завдання.
Крім основних виплат за службу в Національній гвардії гвардійці мають право на надбавки для оплати житла, грошові компенсації для придбання уніформи (від 200 до 1200 доларів на рік), оплата витрат на лікування, мають можливість купувати продукти і товари у військових магазинах, заправляти автомобілі на військових станціях, де ціна вдвічі нижче, ніж у середньому по країні. Звільнившись після 20-річної служби, гвардійці отримують також досить істотні надбавки до пенсії, які повністю звільнені від оподаткування.
При оголошенні мобілізації чи надзвичайного стану частини Національної гвардії включаються до складу регулярних військ. Так, під час війни в Перській затоці 1991 року було призвано 245 тисяч резервістів, що склало половину загальної чисельності американських військ, зосереджених тоді в Саудівській Аравії.